# Shock Troops
Shock Troops est le deuxième album, et le premier massivement distribué, du groupe punk rock britannique Cock Sparrer. Il est sorti en 1983 sur Razor Records.

## Liste des pistes
Tous les titres sont écrits par Cock Sparrer

### Version originale

#### Face A
1. "Where Are They Now"
2. "Riot Squad"
3. "Working"
4. "Take 'em All"
5. "We're Coming Back"

#### Face B
1. "Watch Your Back"
2. "I Got Your Number"
3. "Secret Army"
4. "Droogs Don't Run"
5. "Out on an Island"

### Versions ultérieures
1. "Where Are They Now"
2. "Riot Squad"
3. "Working"
4. "Take 'em All"
5. "We're Coming Back"
6. "England Belongs to Me"
7. "Watch Your Back"
8. "I Got Your Number"
9. "Secret Army"
10. "Droogs Don't Run"
11. "Out on an Island"
12. "Argy Bargy"

#### Piste bonus de 1993
13. "Colonel Bogey"

#### Titres bonus de 2001
1. "I Need A Witness"
2. "Platinum Blonde"
3. "What's It Like To Be Old?"
4. "Teenage Heart"
5. "Run For Cover"

## Musiciens
- Colin McFaul − chant [4]
- Steve Burgess − basse
- Steve Bruce - batterie
- Mickey Beaufoy − guitare solo
- Chris Skepis − guitare rythmique

## Historique des versions
| Region | Date | Label               | Format | Catalog     | Notes                           |
| ------ | ---- | ------------------- | ------ | ----------- | ------------------------------- |
| UK     | 1983 | Razor Records       | LP     | RAZ 009     | 10 titres                       |
| UK     | 1991 | Link Records        | LP     | LINK LP 141 | 12 titres                       |
| UK     | 1993 | Captain Oi! Records | CD/LP  | AHOY 004    | 13 titres                       |
| UK     | 1993 | Step-1 Music        | CD     | STEP CD 028 | 13 titres + Running Riot in '84 |
| US     | 2001 | Taang! Records      | CD/LP  | TAANG! 152  | Deluxe Edition, 18 titres       |
| UK     | 2009 | Captain Oi Records  | LP     | AHOY PD4    | 13 titres picture disc          |

| Region | Date | Label               | Format | Catalog     | Notes                           |
| ------ | ---- | ------------------- | ------ | ----------- | ------------------------------- |
| UK     | 1983 | Razor Records       | LP     | RAZ 009     | 10 titres                       |
| UK     | 1991 | Link Records        | LP     | LINK LP 141 | 12 titres                       |
| UK     | 1993 | Captain Oi! Records | CD/LP  | AHOY 004    | 13 titres                       |
| UK     | 1993 | Step-1 Music        | CD     | STEP CD 028 | 13 titres + Running Riot in '84 |
| US     | 2001 | Taang! Records      | CD/LP  | TAANG! 152  | Deluxe Edition, 18 titres       |
| UK     | 2009 | Captain Oi Records  | LP     | AHOY PD4    | 13 titres picture disc          |

## Dans la culture populaire
"England Belongs To Me" est la chanson utilisée par le combattant de l'UFC Dan Hardy lors de ses entrées.
"I Got Your Number" est utilisé pendant la scène des cascades du moteur à réaction dans le film américain de 2010 Jackass 3D.